# Geophis betaniensis
Geophis betaniensis este o specie de șerpi din genul Geophis, familia Colubridae, descrisă de Restrepo și Wright 1987. Conform Catalogue of Life specia Geophis betaniensis nu are subspecii cunoscute.